# NGC 6819
NGC 6819 is een open sterrenhoop in het sterrenbeeld Zwaan. Het hemelobject werd in 1784 ontdekt door de Duits-Britse astronome Caroline Herschel, en in 1824 herontdekt door de Duitse astronoom Karl Ludwig Harding.

## Synoniemen
- OCL 155